# Луразидон
Луразидон (англ. Lurasidone, лат. Lurasidonum), який продається під торговою маркою «Латуда» — атиповий антипсихотичний препарат, який використовується для лікування шизофренії та біполярного афективного розладу. Препарат застосовується перорально. Поширеними побічними ефектами є седативний ефект, розлад травлення, нудота та безсоння. При більш високих дозах існує підвищений ризик неспокою та порушень рухової активності. Серйозні побічні ефекти є характерними для всіх атипових антипсихотичних препаратів, і можуть включати потенційно постійну пізню дискінезію, а також злоякісний нейролептичний синдром, підвищений ризик самогубства, набряк Квінке і гіперглікемію. Хоча луразидон з меншою імовірністю спричинює гіперглікемію у більшості пацієнтів, при його застосуванні може виникнути гіперосмолярний гіперглікемічний синдром. В осіб похилого віку з психозом внаслідок деменції це може збільшити ризик смерті. Безпека застосування препарату під час вагітності невідома.
Луразидон вперше був схвалений для медичного використання в США у 2010 році. У 2013 році він був схвалений у Канаді та FDA для лікування біполярного розладу як монотерапії, або як додаткової терапії з літієм чи солями вальпроєвої кислоти. Він не впливає на маніакальні симптоми, і є більш ефективним для лікування великого депресивного розладу або депресивних епізодів, пов'язаних з біполярним розладом. Дженерики препарату були схвалені в США, і стали доступними в 2023 році. У 2021 році це був 193-ий найпоширеніший препарат у США із понад 2 мільйонами рецептів.

## Медичне застосування
Луразидон використовується для лікування шизофренії та біполярного афективного розладу. При біполярному розладі його досліджували як монотерапію, так і як додаткову терапію з літієм чи солями вальпроєвої кислоти.
Європейське агентство з лікарських засобів схвалило луразидон для лікування шизофренії в осіб віком від 13 років, але не для лікування біполярного розладу. У США луразидон використовується для лікування шизофренії в осіб віком від 13 років, а також депресивних епізодів біполярного розладу у віці від 10 років і старших як монотерапія та в поєднанні з літієм або вальпроатом у дорослих.
У липні 2013 року луразидон отримав схвалення для лікування біполярної депресії I типу.
У червні 2020 року луразидон був схвалений в Японії, через 8 років після його першого схвалення в США. У Японії препарат схвалений для лікування біполярної депресії та шизофренії.
Відомо, що небагато доступних атипових антипсихотичних препаратів мають антидепресивну ефективність при біполярному розладі (за помітними винятками є карипразин, кветіапін, оланзапін, і, можливо, азенапін) як монотерапія, хоча відомо, що більшість атипових антипсихотичних препаратів мають значну антиманіакальну дію, яка ще має бути чітко продемонстрована для луразидону.
У ранньому періоді після схвалення препарату ретроспективно було виявлено, що пацієнти з біполярним розладом, які отримували луразидон, мали більш складні клінічні профілі, супутні захворювання та історію попереднього лікування порівняно з пацієнтами, які розпочинали лікування іншими атиповими антипсихотичними засобами. Автори дослідження припускають, що це може бути пов'язано з «загальним клінічним профілем луразидону, роллю, яку сприймають луразидон у терапевтичному арсеналі практикуючими лікарями, і нещодавнім впровадженням луразидону в клінічну практику протягом періоду дослідження».
Луразидон не схвалений FDA для лікування розладів поведінки в осіб похилого віку з деменцією.

## Протипоказання
Луразидон протипоказаний особам, які приймають сильні інгібітори печінкового ферменту CYP3A4 (кетоконазол, кларитроміцин, ритонавір, леводропропізин тощо) або індуктори цього ферменту (карбамазепін, звіробій, фенітоїн, рифампіцин тощо). Застосування луразидону вагітним жінкам не досліджувалось і не рекомендується; у дослідженнях на тваринах ризиків виявлено не було. Екскреція в грудне молоко луразидону також невідома, препарат не рекомендується жінкам, які годують груддю. У США він не показаний для використання у дітей. Такі інгібітори ферменту CYP3A4, як грейпфрутовий сік, блокують розщеплення луразидону, що призводить до надмірної кількості препарату в організмі.

## Побічні ефекти
Побічні ефекти луразидону, як правило, подібні до інших антипсихотичних засобів. Препарат має відносно хороший профіль побічних ефектів, з низькою схильністю до змін інтервалу QT на ЕКГ, збільшенням ваги та побічних ефектів, пов'язаних з ліпідами. У 2013 році в мета-аналізі ефективності та переносимості 15 антипсихотичних препаратів було виявлено, що луразидон призводить до другого найменшого (після галоперидолу) збільшення ваги, найменшого подовження інтервалу QT, четвертого за кількістю екстрапірамідних побічних ефектів (після галоперидолу, зотепіну та хлорпромазину) та шостого найменшого показника седації (після паліперидону, сертиндолу, амісульприду, ілоперидону та арипіпразолу).
Як і інші атипові нейролептики, луразидон слід застосовувати з обережністю особам літнього віку, оскільки він спричинює підвищений рівень ризику розвитку інсульту або транзиторної ішемічної атаки; однак ці ризики навряд чи будуть більшими, ніж ризики, пов'язані з антипсихотичними засобами інших класів. Так само луразидон не слід використовувати для лікування психозу, пов'язаного з деменцією, оскільки дані свідчать про підвищення смертності при застосуванні антипсихотичних засобів.
Збільшення ваги внаслідок прийому препарату спостерігається у 15-16 % пацієнтів. Іншими можливими побічними ефектами препарату є блювання, акатизія, дистонія, паркінсонізм, сонливість, запаморочення, седація та нудота.

### Припинення прийому
Британський національний формуляр рекомендує поступову відміну при припиненні антипсихотичних засобів, щоб уникнути гострого синдрому відміни або швидкого рецидиву. Симптоми відміни зазвичай включають нудоту, блювання та втрату апетиту. Іншими симптоми відміни можуть бути неспокій, підвищене потовиділення та проблеми зі сном. Рідше може виникати відчуття обертання світу, оніміння або міалгія. Симптоми зазвичай зникають через короткий проміжок часу.
Існують попередні докази того, що припинення прийому антипсихотичних засобів може призвести до психозу. Це також може призвести до рецидиву стану, який лікується. Зрідка після припинення прийому ліків може виникнути пізня дискінезія.

## Взаємодії
Концентрація луразидону в плазмі крові може підвищуватися при поєднанні з інгібіторами CYP3A4 (зокрема, кетоконазолом, кларитроміцином, ритонавіром і вориконазолом), що може призвести до більшої кількості побічних ефектів. Це було клінічно підтверджено для кетоконазолу, який збільшує експозицію луразидону в 9 разів, а також очікується для інших інгібіторів CYP3A4, таких як грейпфрутовий сік. Одночасне застосування індукторів CYP3A4, таких як рифампіцин, карбамазепін або звіробій, може знизити рівні луразидону та його активного метаболіту в плазмі крові та, як наслідок, послабити дію препарату. Для рифампіцину в дослідженні зниження було в 6 разів.

## Фармакологія

### Фармакодинаміка
Луразидон ((3aR,4S,7R,7aS)-2-{(1R,2R)-2-[4-(1,2-бензізотіазол-3-іл) піперазин-1-ілметил]-циклогексилметил}-гексагідро-4,7-метано-2-гізоіндол-1,3-діон гідрохлорид]) є похідним азапірону, і діє як антагоніст дофамінових D2 і D3-рецепторів, серотонінових 5-HT2A і 5-HT7, α2C-адренергічного рецептора, а також частковий агоніст серотонінового 5-HT1A-рецептора. Він має помірний афінний антагонізм до α2C-адренергічних рецепторів; антагонізм від низького до дуже низького спорідненості до α1A-адренергічних α2A-адренорецепторів.
Луразидон має лише низьку та, ймовірно, клінічно неважливу спорідненість до рецептора серотоніну 5-HT2C, що може лежати в основі його низької схильності до стимуляції апетиту та збільшення ваги. Препарат також має незначну спорідненість з гістаміновим рецептором H1 та мускариновими ацетилхоліновими рецепторами. Сонливість як побічна дія препарату не пояснюється його антагоністичною активністю до гістаміну.
Співвідношення між дозою та рівнем зайнятості D2-рецепторів становило 41–43 % для 10 мг, 51–55 % для 20 мг, 63–67 % для 40 мг, 77–84 % для 60 мг і 73–79 % для 80 мг.

### Фармакокінетика

ID-14283, основний активний метаболіт. Виділено гідроксилювання норборнанового кільця. Інший активний метаболіт, ID-14326, має ОН-групу в ендоположенні.

На основній стадії інактивації шляхом окисного N- дезалкілування утворюються метаболіти ID-11614 та ID-20219.

Луразидон приймається перорально, і має оціночну швидкість всмоктування від 9 до 19 %. Дослідження показали, що коли луразидон приймається з їжею, всмоктування збільшується приблизно вдвічі. Максимальна концентрація препарату в плазмі крові досягається через 1—3 години. Близько 99 % циркулюючої речовини зв'язується з білками плазми крові. Дані про ефективність луразидону оцінювалися для доз від 20 мг до 120 мг на добу.
Луразидон інтенсивно метаболізується CYP3A4, що призводить до протипоказань до застосування як із сильними інгібіторами, так і з сильними індукторами цього ферменту, але має незначну спорідненість до інших ферментів цитохрому Р-450. Він транспортується P-глікопротеїном і ABCG2, а також інгібує ці білки-переносники in vitro. Він також інгібує білок-переносник розчиненої речовини SLC22A1.
Основними шляхами метаболізму препарату є окисне N-деалкілування між піперазиновим і циклогексановим кільцями, гідроксилювання норборнанового кільця та S-окислення. Іншими шляхами є гідроксилювання циклогексанового кільця та відновне розщеплення ізотіазольного кільця з подальшим S-метилюванням. Двома відповідними активними метаболітами є продукти гідроксилювання норборнану під назвою ID-14283 та ID-14326, причому перший досягає фармакологічно значущих концентрацій у плазмі крові. Двома основними неактивними метаболітами є продукти N-деалкілування (карбонова кислота ID-20219 і піперазин ID-11614) і гідроксильоване похідне норборнану ID-20219 (ID-20220). З луразидону та його метаболітів, що циркулюють у крові, нативний препарат становить 11 %, основний активний метаболіт — 4 %, неактивні карбонові кислоти — 24 % та 11 % відповідно. Загалом було ідентифіковано кілька десятків метаболітів препарату.
Біологічний період напіврозпаду луразидону в різних джерелах вказується як 18 годин або від 20 до 40 годин. 67—80 % міченої радіоактивним ізотопом дози було виділено з фекаліями, та 9—19 % із сечею.

## Історія
Луразидон вперше був синтезований у 2003 році.
Луразидон є структурним аналогом зипразидону. Луразидон демонструє дуже близький фармакологічний профіль, і був синтезований подібно до зипразидону.
Луразидон хімічно подібний до пероспірону (також хімічного аналога зипразидону), а також до рисперидону, паліперидону та ілоперидону.
Препарат має схвалення FDA США для лікування шизофренії з 2010 року, та для лікування депресивних епізодів у дорослих з біполярним розладом з 2013 року.

## Суспільство і культура

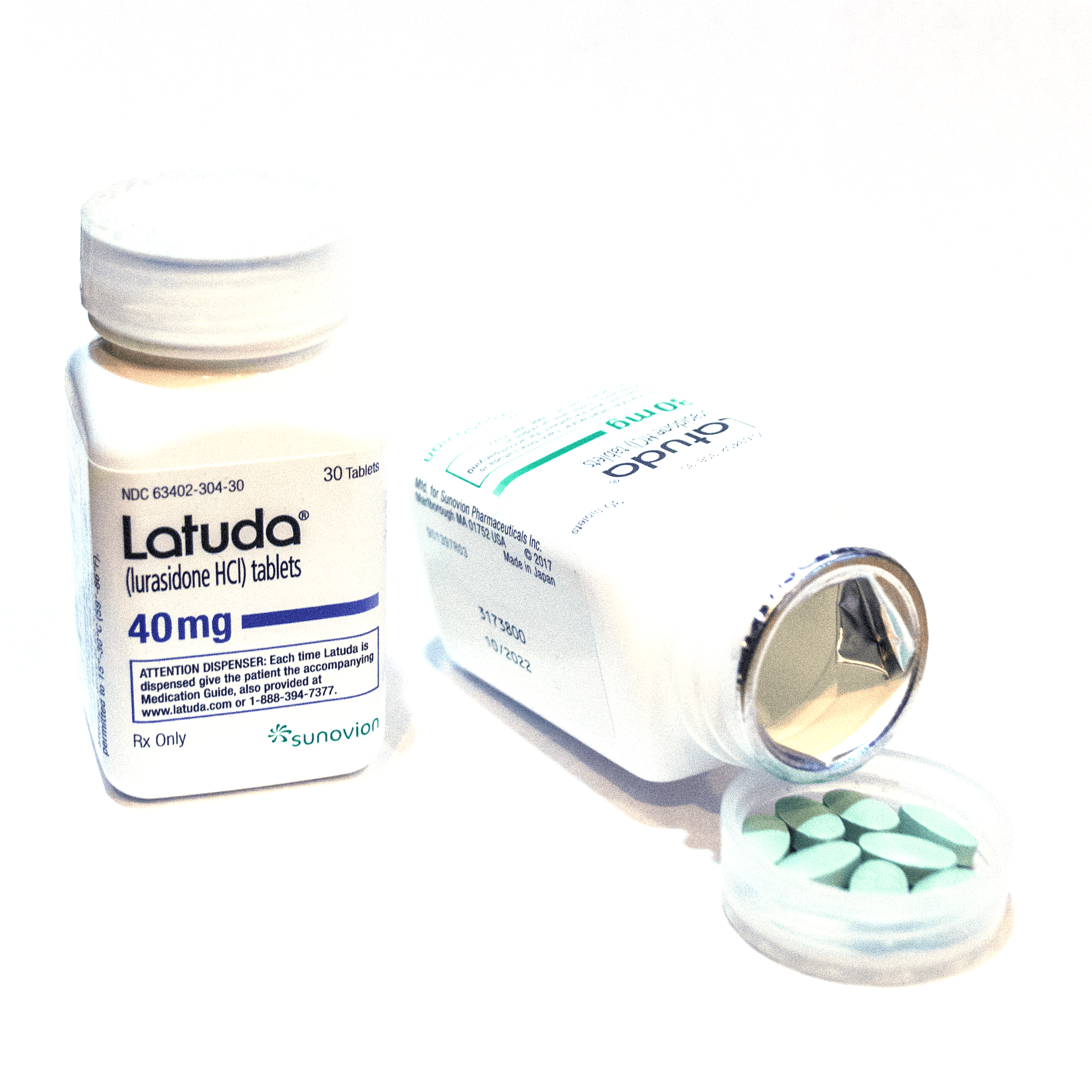
«Латуда» у флаконах по 40 мг і 80 мг з таблетками по 80 мг.

### Вартість
Станом на 2014 рік у Канаді луразидон, як правило, дорожчий за рисперидон і кветіапін, але дешевший за арипіпразол.
У США, оскільки кілька доз мають однакову ціну за таблетку, для зменшення витрат було використано розділення таблеток. У 2019 році в США були схвалені дженерики препарату, однак вони стали доступними лише у 2023 році завдяки патентам на ліки.

### Торгові марки
В Індії цей препарат доступний під торговими марками «Atlura», «Lurace», «Lurafic», «Luramax» («Sun Pharma»), «Lurasid», «Lurastar», «Латуда», «Lurata», і додатково як «Alsiva», «Emsidon», «Lurakem», «Luratrend», «Tablura» та «Unisidon».

### Схвалення регулятора
Луразидон був схвалений у США для лікування шизофренії в жовтні 2010 року, та для лікування депресивних епізодів, пов'язаних з біполярним розладом I типу, у червні 2013 року. Він отримав регуляторне схвалення у Великій Британії у вересні 2014 року. У жовтні 2014 року служба охорони здоров'я Шотландії рекомендувала застосування луразидону дорослим хворим на шизофренію, у яких не спостерігалося покращення при застосуванні попередніх антипсихотичних препаратів через проблеми, які виникають через збільшення ваги або зміни в метаболічних шляхах під час прийому інших ліків. Комітет з лікарських засобів для використання людиною Європейського агентства з лікарських засобів видав позитивний висновок щодо луразидону в січні 2014 року, і препарат був схвалений для медичного використання в ЄС у березні 2014 року. Луразидон був допущений у Канаді для лікування шизофренії у вересні 2012 року, міністерство охорони здоров'я Канади надало своє підсумкове рішення як сприятливе. 15 жовтня 2012 року. Європейська комісія видала дозвіл на продаж луразидону для перорального прийому один раз на добу для лікування шизофренії у дорослих. Препарат схвалений для використання в ЄС.
Дженерики луразидону були схвалені для використання у США в січні 2019 року, та стали доступними у 2023 році.